# Giovanni Antonio Volpi

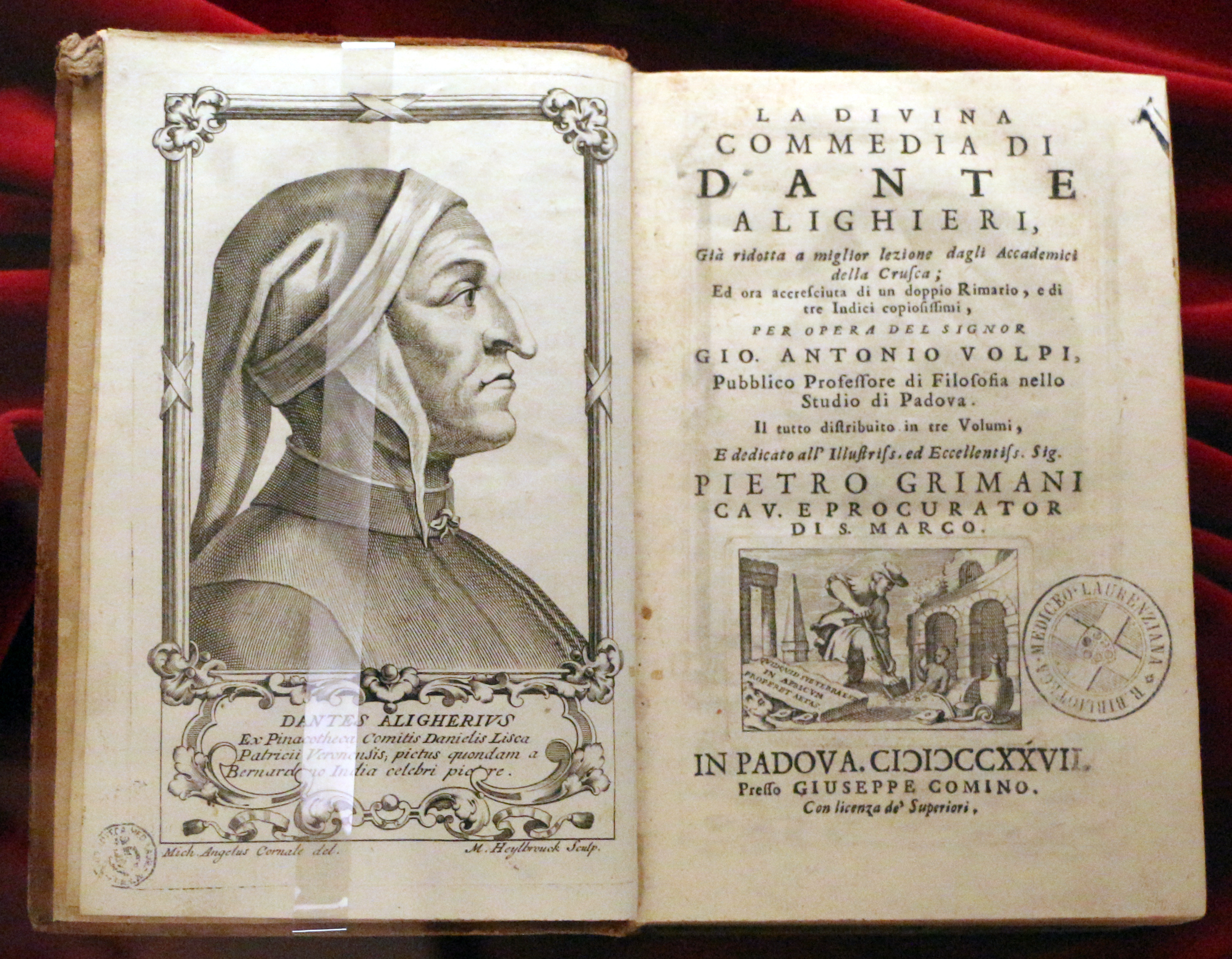
Giovanni Antonio e Gaetano Volpi, La Divina Commedia di Dante... curata dall'Accademia della Crusca con rimario e tre indici, Padova, Giuseppe Comino, 1726–27 (Biblioteca Medicea Laurenziana)

Giovanni Antonio Volpi (Vulpius) (* 10. November 1686 in Padua; † 25. Oktober 1766 in Padua) war ein italienischer Verleger und Philologe.
Giovanni Antonio Volpi lehrte seit 1736 in Padua die klassische Literatur und legte eine eigene Druckerei an, aus welcher zahlreiche kostbare und zuverlässige Ausgaben der alten Klassiker und der neueren Dichter Italiens hervorgingen; er starb 1766. Er kommentierte Catull, Pad. 1737, Tibull, ebd. 1749, Properz, ebd. 1755, 2 Bde.; Opuscula varia, ebd. 1725; Opere varie, 1735, und Carmina, 1742.

## Leben
Geboren am 10. November 1686 in Padua, war er von 1727 bis 1736 Professor für Philosophie an der Universität Padua, dann bis 1760 dort Inhaber des Lehrstuhls für griechische und lateinische Literatur. 1717 gründete und leitete er zusammen mit seinem Bruder Gaetano in seinem eigenen Haus eine Druckerei für den Druck literarischer und gelehrter Werke und führte sie bis 1756, wobei er die technische Leitung Giuseppe Comino anvertraute.
Die vielen und kostbaren „Cominian“-Ausgaben, die wegen der Eleganz des Drucks und der Korrektheit der Texte sehr geschätzt wurden, erschienen größtenteils mit Einleitungen, Kommentaren und Anmerkungen von Volpi, der sich um die kritische Auswahl der Texte und Illustrationen kümmerte, während sein Bruder Gaetano akribisch die Korrekturen bearbeitete.

## Werke
- Che non debbano ammettersi le Donne allo studio delle Scienze, e delle bell'Arti. 1723 (italienisch, google.it).
- Carminun libri tres. 1. Auflage. Giuseppe Comino, Patavii 1725 (italienisch, google.it).
- Carminun libri tres. 2. Auflage. Giuseppe Comino, Patavii 1742 (italienisch, google.it).
- Scholae duae. Giuseppe Comino, Patavii 1728 (italienisch, beic.it).
- De utilitate poetices. Giuseppe Comino, Patavii 1743 (italienisch, google.it).
- De satyrae latinae natura et ratione. Giuseppe Comino, Patavii 1744 (italienisch, google.it).
- Polinnia, ovvero i Frutti della solitudine; stanze, etc. 1751 (italienisch, google.it).